# Онон (посёлок станции)
Онон — поселок станции в Шилкинском районе Забайкальского края России в составе сельского поселения «Казановское».

## География
Находится в центральной части района на расстоянии примерно 20 километров на юго-запад от города Шилка, на левом берегу Ингоды в 3 км от места её слияния с Ононом.

## Климат
Климат резко континентальный с длительной недостаточно снежной зимой и более коротким, теплым, неравномерно увлажненным летом. Зима длится от начала октября до конца марта — начала апреля. Средняя температура воздуха в январе колеблется от −25°С до −29°С. Зима малоснежная. Мощность снежного покрова колеблется от 10-15 см (на пониженных местах) до 20 см (в горах). Лето короткое (от 100 до 115 дней), начинается в конце мая и продолжается до начала сентября. Во второй половине лета выпадает основное количество осадков теплого периода (до 60-80 % от годовой суммы), а на реках образуются паводки, иногда переходящие в наводнения. Средние температуры июля составляют +18°С, +20°С, а их максимум может достигать +40°С. Переходные сезоны года короткие (от 35 до 40 дней), при этом для весны характерна ветреная погода.

## История
Официальный год основания поселка 1900.

## Население
| 2010 | 2021 |
| ---- | ---- |
| 57   | ↗59  |

Постоянное население составляло 100 человек в 2002 году (русские 97 %), 57 человек в 2010 году.